# L'idraulico
L'idraulico (The Plumber)  è un film per la televisione del 1979 diretto da Peter Weir.